# Catocala perrettei
Catocala perrettei là một loài bướm đêm trong họ Erebidae.